# Statens institut för rasbiologi
Statens institut för rasbiologi (SIFR, švédský: Státní institut pro rasovou biologii) byl švédský vládní výzkumný ústav založený v roce 1922 za účelem studia eugeniky a lidské genetiky. Sídlil v Uppsale. V roce 1958 byl přejmenován na Ústav lékařské genetiky (Institutionen för medicinisk genetik) a dnes je začleněn jako genetické centrum Uppsalské univerzity. Jeho prvním vedoucím byl Herman Lundborg. 
Po založení v roce 1922 pokračoval pod vedením Hermana Lundborga. Výzkumné práce provedené ústavem poskytly základ pro Lundborgovu učebnici pro vyšší střední školy Švédská rasová studia vydanou v roce 1926. Nicméně Lundborg se stával stále více antisemitským, což ho v době, kdy mezi Švédskem a Německem rostlo napětí, dostalo do rozporu se švédskou vládou. V roce 1936 jej nahradil Gunnar Dahlberg. V roce 1959 byl integrován do Uppsalské univerzity a je dnes genetickým centrem univerzity. 
Oficiálním úkolem švédského ústavu bylo studovat obyvatele země z rasové perspektivy. Studoval životní podmínky a vývoj prostředí v různých rodinách. Pracovníci se pokoušeli vysvětlit vliv biologické dědičnosti a prostředí na lidi. Studovali také duševní choroby, alkoholismus a kriminalitu. 
Svenska sällskapet för rashygien (Švédská společnost pro rasovou čistotu) byla založena v roce 1909 a vydláždila cestu k SIFR.  Jejím posláním bylo studovat eugeniku. Svenska sällskapet för rashygien a eugenika obecně neměly vhodnou půdu až do doby po první světové válce. V roce 1918 organizace jezdila po Švédsku s výstavou nazvanou "Folktyputställning" ("Výstava o typech lidí"). Ve stejný rok Frithiof Lennmalm, ředitel Institut Karolinska, navrhl, aby Nobelova nadace financovala institut pro rasovou biologii. Nobelův výbor pro medicínu hlasoval jednomyslně ve prospěch návrhu. Zaměstnanci Institutu Karolinska proti němu hlasovali jen těsně (9 proti 8). Namísto toho bylo navrženo, aby samotný švédský stát našel prostředky a financoval takový institut.